# Kostel svatého Bartoloměje (Lanžov)
Kostel svatého Bartoloměje je římskokatolický filiální, dříve farní kostel v Lanžově, patřící do farnosti Dvůr Králové nad Labem. Je chráněn jako kulturní památka České republiky. Jako kulturní památka je chráněna i vedlejší fara (čp. 1) z roku 1740 a socha sv. Jana Nepomuckého před kostelem.

## Historie
Původně románský kostel z první třetiny 13. století je připomínám v roce 1350 jako farní kostel Poličan. V 16. století byl filiálním kostelem farního kostela Zvěstování Panny Marie v Miletíně. Fara byla při kostele zřízena v roce 1720. Původní románský kostelík bez opěráků byl v 16. století přestavěn renesančně. Roku 1684 byl rozšířen o věž a oratoř nad sakristií. V roce 1804 byla přistavěna na jižní straně kněžiště pětistranná kaple sv. Apoleny, kterou dal zřídit František X. rytíř Cecinkar z Birnic jako rodovou hrobku. Rakve z krypty pod oltářem byly v roce 1864 přeneseny do nové rodové hrobky. Další přestavba byla provedena v roce 1804 a úpravy v letech 1910 a 1914.

## Architektura
Jednolodní podélná stavba otočená pětibokým presbytářem na východ, sakristie čtvercového tvaru je na severovýchodní straně, na jihovýchodní straně je pětiboká kaple sv. Apoleny a v západním průčelí je hranolová věž. Z původní románské stavby je dochována loď stavěná kvádříkovou technikou a možná i přízemní část věže. Na hlavní lodi je zachována hlavní římsa s obloučkovým vlysem a zubořezem, dále lizény v nárožích a částečně půlkruhový portál s pletencovými sloupky a prutem v nadpraží. Lunetová římsa presbytáře pochází z konce 16. století. Presbytář je zaklenut valenou klenbou s výsečemi, klenba lodi je barokní. Sakristie je sklenuta křížovou klenbou. Kaple sv. Apoleny je plochostropá. V podvěží je klášterní klenba se štukovou výzdobou.

## Interiér
Vnitřní vybavení pochází převážně z 18. století. Na hlavním oltáři je obraz sv. Bartoloměje od V. Kroupy z roku 1852. Boční oltáře jsou zasvěceny sv. Janu Nepomuckému a Svaté rodině. Cínová křtitelnice pochází z roku 1555, dřevěná pozdně gotická socha Madony z počátku 16. století. Figurální a znakové náhrobníky v interiéru kostela jsou ze 16. a 17. století. Je tam pohřben svobodný pán Václav Záruba mladší z Hustířan s manželkou Angelinou ze Zelkingu v mramorových náhrobcích s vyzlacenými texty z Bible v češtině, latině a němčině.

## Bohoslužby
Pravidelné bohoslužby se konají každou druhou sobotu (s nedělní platností) v 15.00 střídavě se mší v kostele Všech svatých ve Velkém Vřešťově.

## Galerie

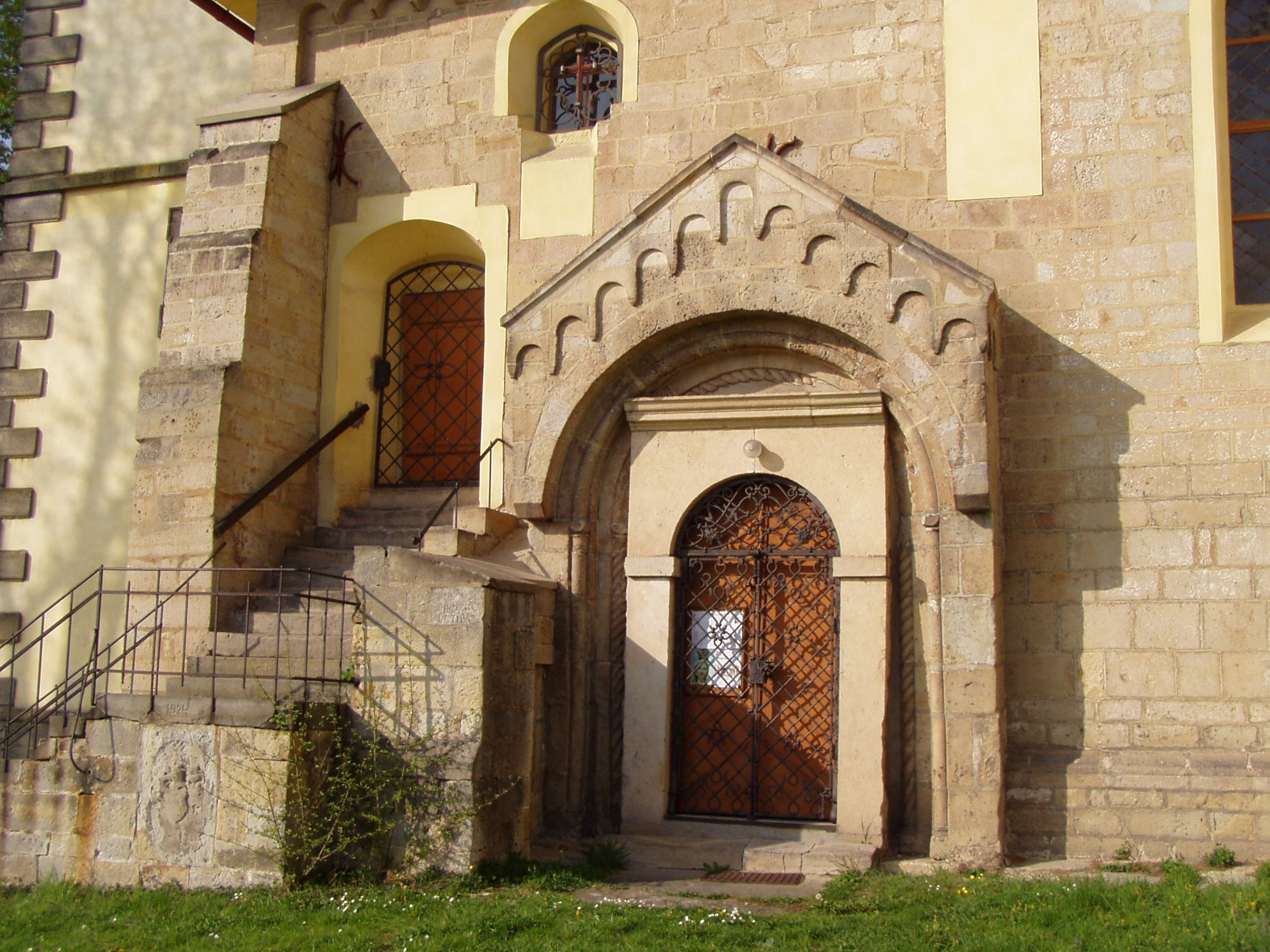
Románský portál kostela
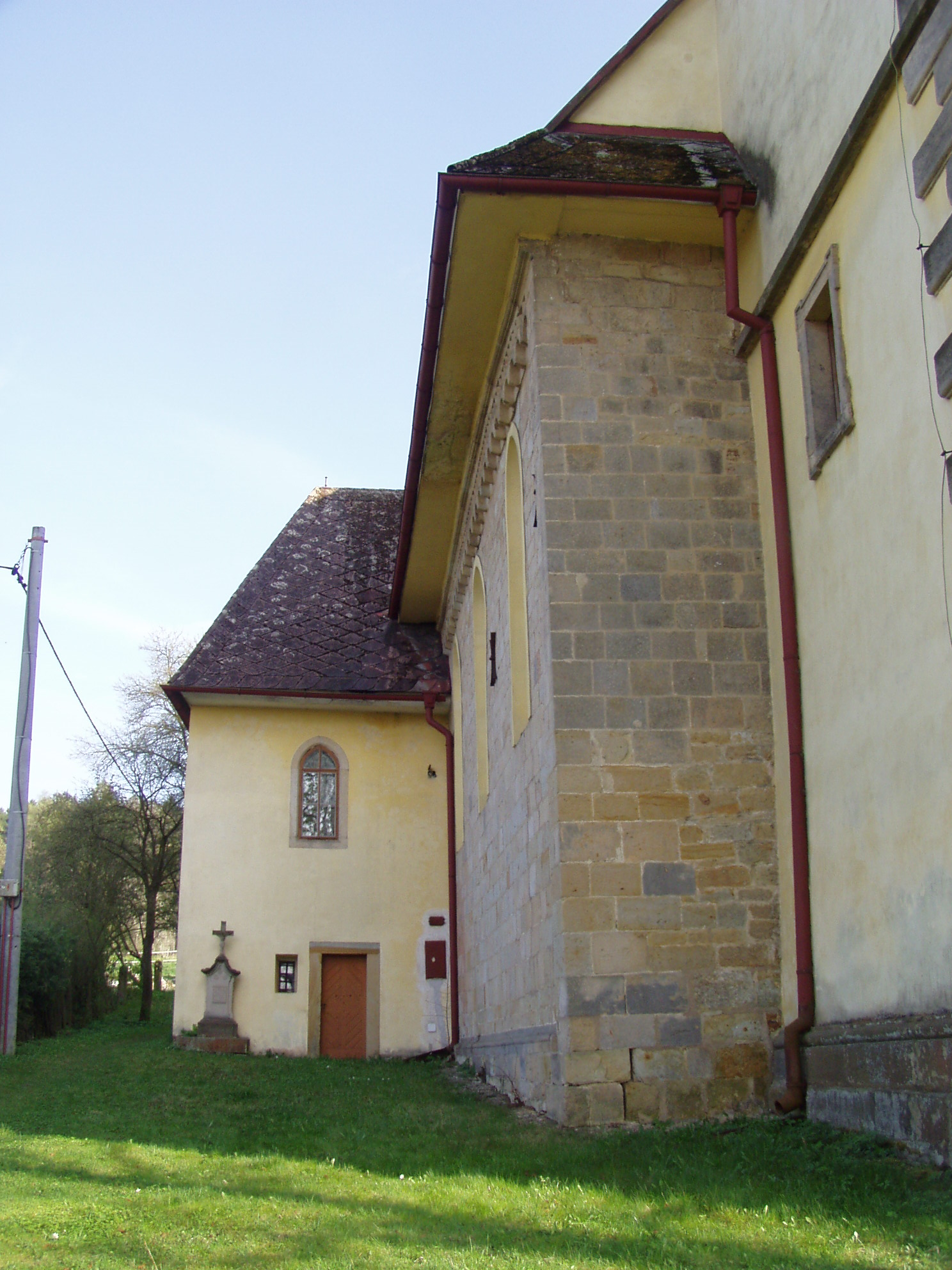
Sakristie (vlevo)
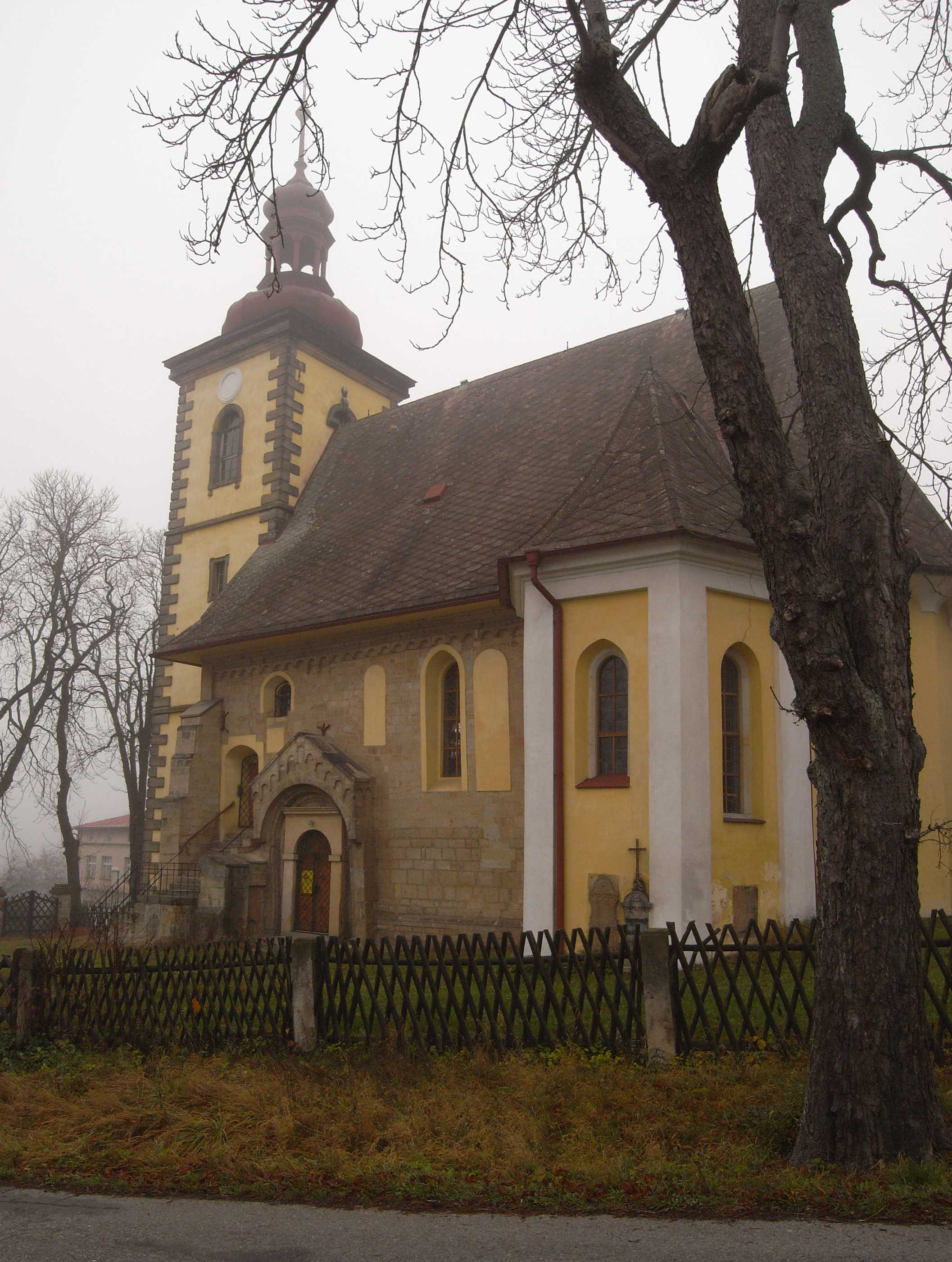
Kaple sv. Apoleny (vpravo)
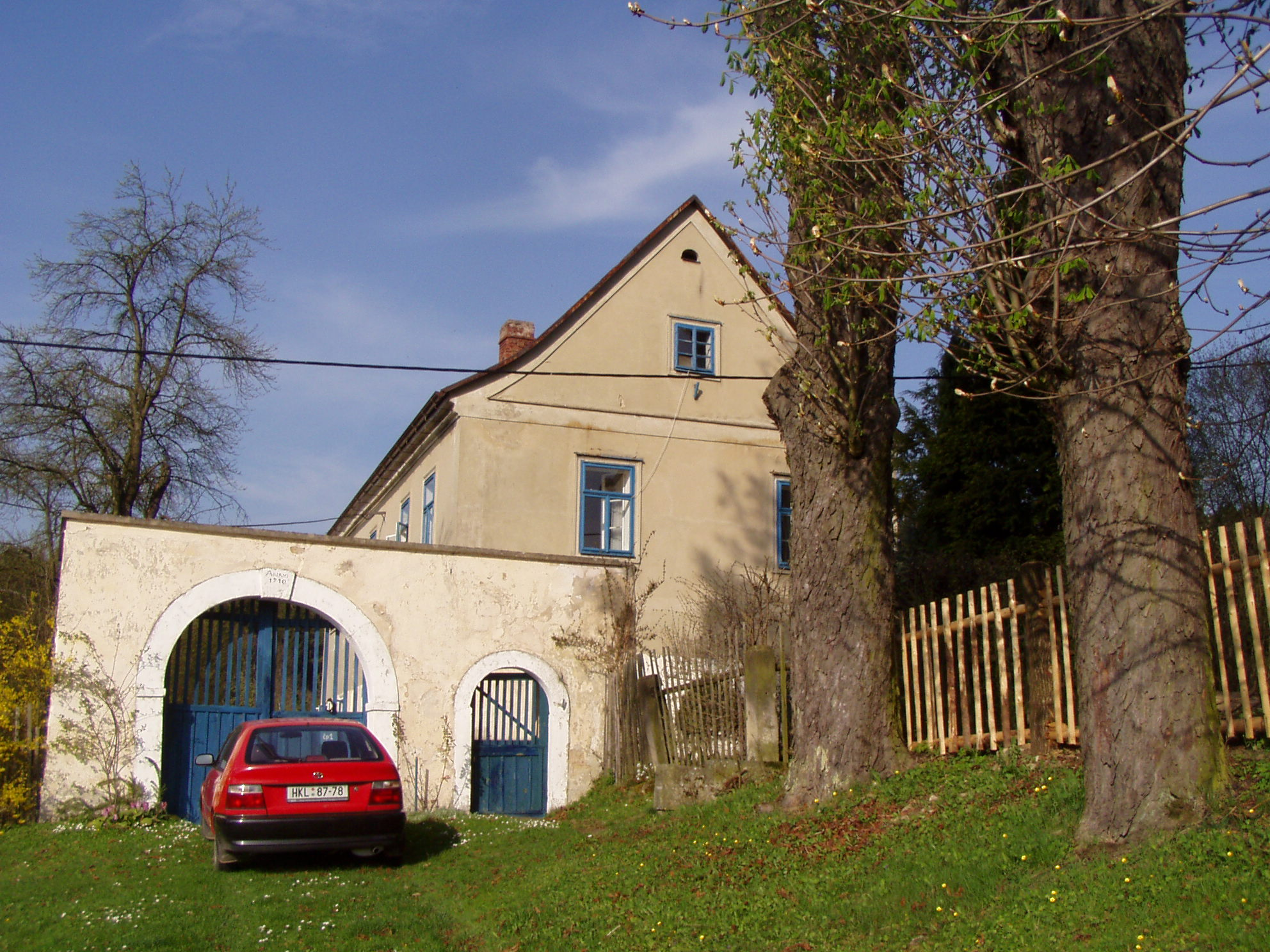
Fara
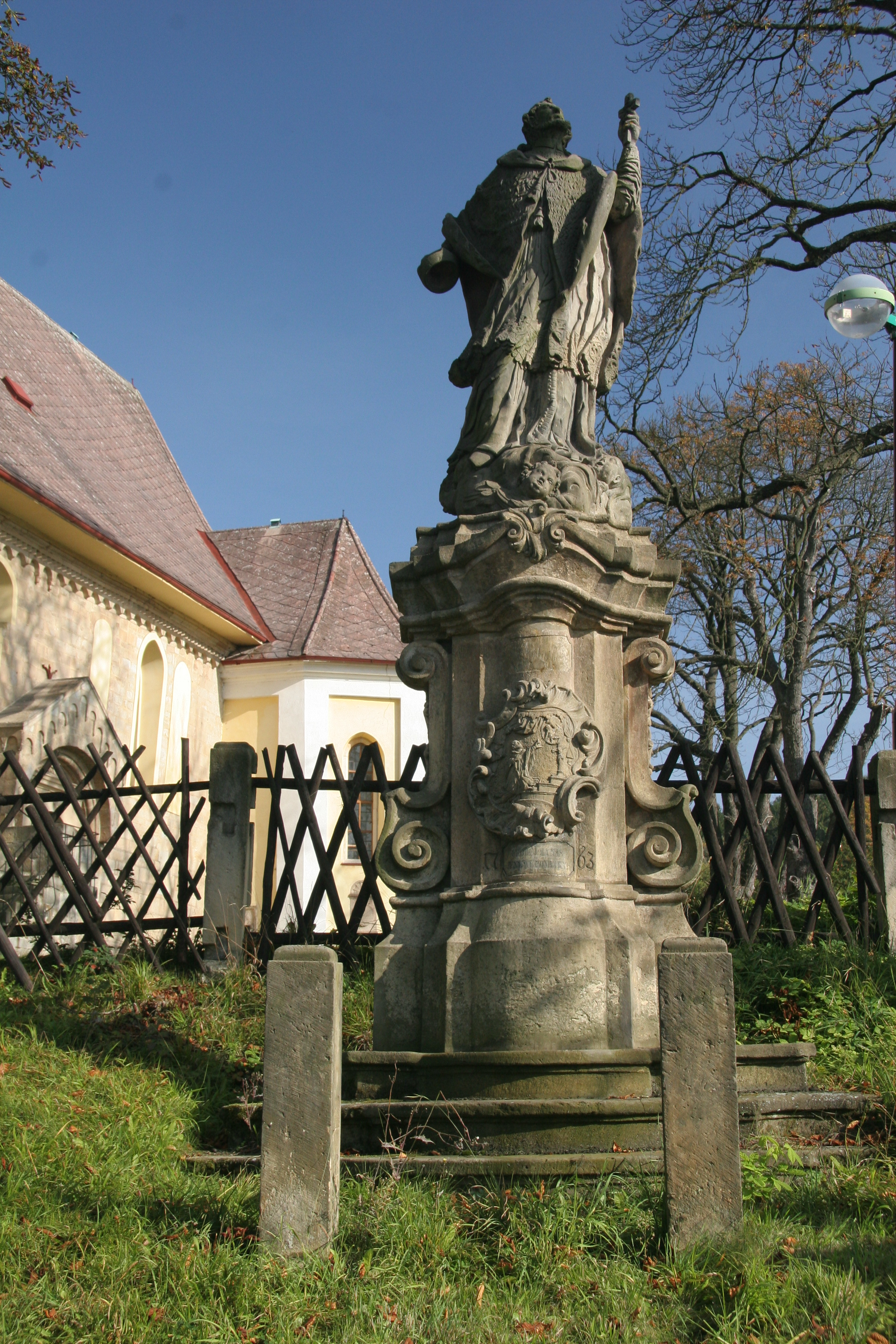
Socha sv. Jana Nepomuckého